# Tosin Aiyegun
Tosin Aiyegun (Lagos, 1998. június 26. –) benini válogatott labdarúgó, a francia Lorient csatára.

## Pályafutása

### Klubcsapatokban
Aiyegun a nigériai Lagos városában született. Az ifjúsági pályafutását a helyi Real Sapphire akadémiájánál folytatta.
2017-ben mutatkozott be a lett Ventspils felnőtt csapatában, ahol gyorsan a kezdőcsapat tagjává vált. Először a 2017. március 11-ei, Metta/LU elleni mérkőzés 69. percében Ritvars Rugins cseréjeként lépett pályára. 2017. április 15-én, a Babite ellen 4–0-ra megnyert találkozón mesterhármast szerzett. A klubnál összesen 87 mérkőzésen 38 gólt ért el.
2019. szeptember 2-án a svájci első osztályban szereplő Zürich csapatához igazolt. Szeptember 22-én, a Thun ellen 2–0-ra megnyert mérkőzésen debütált és egyben megszerezte első gólját is a klub színeiben. 2023. július 25-én a francia első osztályban érdekelt Lorienthez írt alá.

### A válogatottban
2022-ben debütált a benini válogatottban. 2022. március 24-én, Libéria ellen 4–0-ra megnyert barátságos mérkőzésen lépett először pályára és egyben meg is szerezte első gólját a válogatott színeiben.

## Statisztikák
2023. május 29. szerint
| Klub      | Szezon   | Osztály           | Bajnokság | Bajnokság | Kupa  | Kupa | Nemzetközi | Nemzetközi | Összesen | Összesen |
| Klub      | Szezon   | Osztály           | Meccs     | Gól       | Meccs | Gól  | Meccs      | Gól        | Meccs    | Gól      |
| --------- | -------- | ----------------- | --------- | --------- | ----- | ---- | ---------- | ---------- | -------- | -------- |
| Ventspils | 2017     | SynotTip Virslīga | 22        | 9         | 2     | 2    | 2          | 0          | 26       | 11       |
| Ventspils | 2018     | SynotTip Virslīga | 27        | 13        | 1     | 0    | 4          | 1          | 32       | 14       |
| Ventspils | 2019     | Optibet Virslīga  | 23        | 11        | 0     | 0    | 6          | 2          | 29       | 13       |
| Ventspils | Összesen | Összesen          | 72        | 33        | 3     | 2    | 12         | 3          | 87       | 38       |
| Zürich    | 2019–20  | Super League      | 18        | 7         | 1     | 0    | 0          | 0          | 19       | 7        |
| Zürich    | 2020–21  | Super League      | 24        | 6         | 0     | 0    | 0          | 0          | 24       | 6        |
| Zürich    | 2021–22  | Super League      | 22        | 6         | 0     | 0    | 0          | 0          | 22       | 6        |
| Zürich    | 2022–23  | Super League      | 27        | 12        | 2     | 3    | 11         | 1          | 40       | 16       |
| Zürich    | Összesen | Összesen          | 91        | 31        | 3     | 3    | 11         | 1          | 105      | 35       |
| Összesen  | Összesen | Összesen          | 163       | 64        | 6     | 5    | 23         | 4          | 192      | 73       |

### A válogatottban
| Válogatott | Év       | Pályára lépés | Gól |
| ---------- | -------- | ------------- | --- |
| Benin      | 2022     | 7             | 3   |
| Benin      | 2023     | 4             | 0   |
| Benin      | 2024     | 6             | 0   |
| Összesen   | Összesen | 17            | 3   |

#### Góljai a válogatottban
| # | Időpont              | Helyszín                                                   | Ellenfél    | Gólok | Eredmény | Kiírás              |
| - | -------------------- | ---------------------------------------------------------- | ----------- | ----- | -------- | ------------------- |
| 1 | 2022. március 24.    | Antoinette Tubman Stadion, Monrovia, Libéria               | Libéria     | 2–0   | 4–0      | Barátságos mérkőzés |
| 2 | 2022. március 27.    | Corendon Airlines Park Antalya Stadı, Antalya, Törökország | Zambia      | 2–1   | 2–1      | Barátságos mérkőzés |
| 2 | 2022. szeptember 27. | Stade El Bachir, Mohammedia, Marokkó                       | Madagaszkár | 1–1   | 1–3      | Barátságos mérkőzés |